# Qianjiang
Qianjiang (chinês tradicional: 潛江, chinês simplificado: 潜江, pinyin: Qiánjiāng) é uma sub-prefeitura com nível de cidade na província de Hubei, na China.